# Брандт Олександр Федорович
Олександр Федорович Брандт (нар.16 лютого 1844 — пом. [[]] 1932) — професор зоології Харківського ветеринарного інституту і Харківського університету.

## Біографія
Олександр Федорович народився 16 лютого 1844 року у місті Санкт-Петербурзі.
З 1854 по 1861 роки навчався в Ларинській гімназії.
У 1866 році з золотою медаллю і премією Буша закінчив Медико-Хірургічну академію.
Під час перебування за кордоном (1862, 1867, 1868, 1869, 1870 роки) слухав лекції професорів Геккеля, Гегенбаура, працював у лабораторії Р. Лейкарта, а також у Трієсті й Неаполі.
У 1867 році Олександр Федорович захистив докторську дисертацію на тему «Сердце, кишки и мышца», присвоєно ступінь доктора медицини, у 1870 році здобув ступінь магістра, а у 1876 році — доктора зоології.
З 1867 по 1870 роки був залишений при Медико-хірургічній академії, у званні молодшого ординатора, для вдосконалення в зоологічних науках.
У лютому 1969 року за станом здоров'я отримав закордонну відпустку.
З 1871 по 1880 роки був наглядачем зоологічного музею Імператорської академії наук, приват-доцентом при Санкт-Петербурзькому університеті, викладачем природничої історії при Жіночому патріотичному інституті.
У 1880 році Олександр Федорович був обраний ординарним професором при Харківському ветеринарному інституті, а у 1887 році був затверджений ординаторним професором у Харківському університеті, з 1887 по 1903 роки був завідувачем університетського зоологічного кабінету. З ініціативи Олександра Брандта засновано Південноросійське товариство акліматизації, де тривалий час був товаришем голови.
У 1896 році був засновником і першим директором Харківського зоопарку.
У 1932 році Олександр Федорович помер, похований у Тарту (Естонія).

## Відзнаки та нагороди
- медалі виставок — гігієнічної в Петербурзі (за механічну шкільну парту) та Всесвітньої Колумбової в Чикаго (1893)